# Imago clipeata

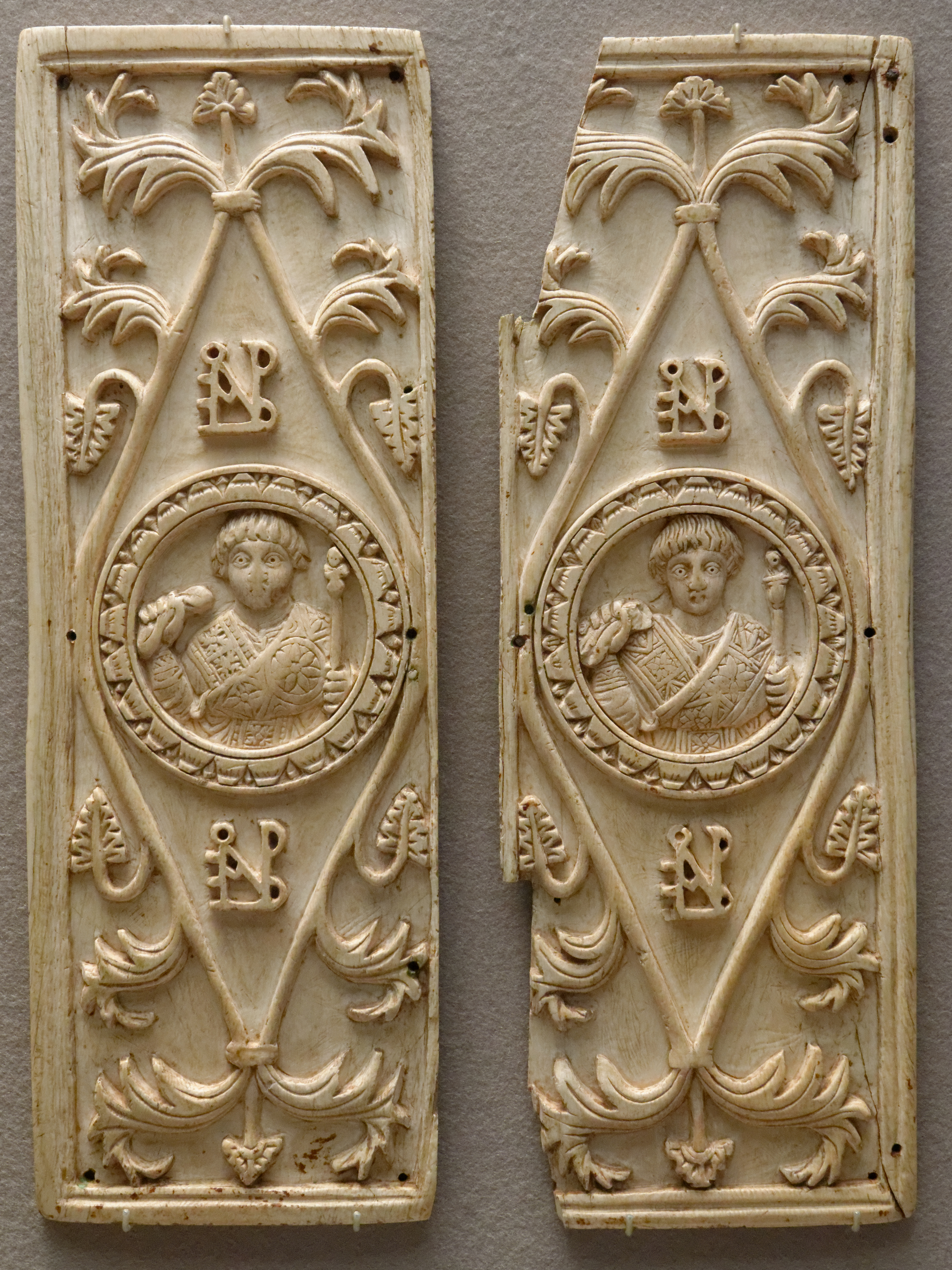
Imago clipeata egy 506-ból származó elefántcsont diptichonon

Az imago clipeata keretbe foglalt portrét jelent. A fogalmat a római légiósok pajzsaira festett, korábbi hősöket ábrázoló portréinak megnevezésére használják. Gyakran használták síremlékeken is, a halottak ábrázolására. A hagyományt a reneszánsz és barokk művészet is átvette. Ez utóbbinál a nimfák és geniuszok által tartott portrék az apoteózis szimbólumáivá váltak. Számos bronzból készült imago clipeata ismert pompeii falfestményekről.